# София Шарлота Албертина фон Бранденбург-Байройт
София Шарлота Албертина фон Бранденбург-Байройт (на немски: Sophie Charlotte Albertina von Brandenburg-Bayreuth; * 27 юли 1713, Веферлинген; † 2 март 1747, Илменау) от рода на франкските Хоенцолерни, е маркграфиня от Бранденбург-Байройт и чрез женитба херцогиня на Саксония-Ваймар (1734 – 1747) и на Саксония-Айзенах (1741 – 1747).

## Живот
Дъщеря е на маркграф Георг Фридрих Карл фон Бранденбург-Байройт (1688 – 1735) и съпругата му принцеса Доротея фон Шлезвиг-Холщайн-Зондербург-Бек (1685 – 1761), дъщеря на херцог Фридрих Лудвиг фон Шлезвиг-Холщайн-Зондербург-Бек, които се развеждат през 1716 г.
Брат ѝ Фридрих III се жени 1731 г. за принцеса Вилхелмина, дъщеря на пруския крал Фридрих Вилхелм I. София Шарлота се омъжва на 7 април 1734 г. в Байройт за херцог Ернст Август I фон Саксония-Ваймар-Айзенах (1688 – 1748). Тя е втората му съпруга.
София Шарлота умира на 2 март 1747 г. в Илменау на 33 години и е погребана там.

## Деца
София Шарлота и Ернст Август I фон Саксония-Ваймар-Айзенах имат децата:
- Карл Август (1735 – 1736), наследствен принц на Саксония-Ваймар
- Ернст Август II Константин (1737 – 1758), херцог на Саксония-Ваймар и Саксония-Айзенах

∞ на 16 март 1756 г. за Анна Амалия фон Брауншвайг-Волфенбютел (1739 – 1807)
- Ернестина Августа София (1740 – 1786)

∞ на 1 юли 1758 г. за херцог Ернст Фридрих III фон Саксония-Хилдбургхаузен (1727 – 1780)
- Ернст Адолф Феликс (1741 – 1743)